# Sandro Viletta
Sandro Viletta (n. 23 ianuarie 1986, Vaz⁠(d), cantonul Graubünden, Elveția) este un schior alpin elvețian, medaliat olimpic. A participat la 2 ediții ale Jocurilor Olimpice (2010, 2014) în care a câștigat o medalie de aur.